# Osmunda lancea
Osmunda lancea är en safsaväxtart som beskrevs av Carl Peter Thunberg och Andrew Dickson Murray. Osmunda lancea ingår i släktet Osmunda och familjen Osmundaceae. Inga underarter finns listade.